# アクション・フィクション
アクション・フィクションは、スパイ小説、冒険小説、恐怖と陰謀の物語（「外套と短剣」）、ミステリーなどを含む文学ジャンルである。
この種の物語には、主人公と敵役の間の対立がどのように解決されるのか、あるいはスリラーの謎解きがどのようなものなのかを読者が知りたいと思うときに生じる緊張感、すなわちサスペンスが活用される。

## 大衆文学
アクションフィクションとは、刺激的なアクションシーンに重点を置いた題材を特徴とする大衆文学の一形態である。アクション・フィクションとは、アクションを主体としたフィクションである。アクション・フィクションは、アクション映画、アクションゲーム、漫画やアニメなどの他のフォーマットの類似メディアを含む他の形態のフィクションと関連している。アクション小説には、マーシャルアーツ・アクション、エクストリーム・スポーツ・アクション、カーチェイスや乗り物、サスペンス・アクション、アクション・コメディなどが含まれ、それぞれのアクションの種類や趣向をより詳しく説明している。例えば、戦闘シーンのスタイルによって、作品全体が冒険活劇に分類されるか、あるいは格闘技作品に分類されるかがわかるようになっている。アクションとは、主に刺激的な動きに焦点を当てて定義される。

## 小説例
- ケネディ空港着陸不能（1987）
- 暗殺者 (小説)（1980）
- チャイナマン（1992）
- イコライザー（2014）
- 一人だけの軍隊（1972）
- Killed in Action (2018)
- 燃える男 （1980）
- ダイ・ハード (小説)（1979）